# Église Saint-Georges d'Azerables
Pour les articles homonymes, voir Église Saint-Georges.
L'église Saint-Georges est une église située à Azerables, dans le département français de la Creuse en France. Construite au XIIe siècle, elle est classée au titre des monuments historiques en 1941.

## Localisation
L'église est située sur la commune d'Azerables dans le département français de la Creuse en région Nouvelle-Aquitaine

## Historique
L'église a été construite au XIIe siècle. La plus ancienne mention de l'église date de 1201, au chartier d'Aubignac. Sous l'ancien régime, Azerables était dans le Poitou et dépendait du diocèse de Bourges. Il y avait à Azerables un petit prieuré dédié à saint Martial. Il a dû disparaître au XIVe siècle car il n'est plus mentionné ensuite. On trouve dans l'église une dalle funéraire sculptée d'une croix aux extrémités pattées du XIIIe ou XIe siècle.
L'église du XIIe siècle devait être charpentée. Au XIIIe siècle des piles sont construites pour construire des voûtes. Le chœur est couvert d'une voûte moderne. Le chœur et la nef sont décorés de peintures au XIXe siècle.
Le clocher de deux étages surmonté d'une flèche en charpente est construit au XVIe siècle.
Avec la Révolution, en 1790 Azerables passe dans l'éphémère diocèse de la Creuse, dissout en 1801.

## Protection
L'édifice est classé au titre des monuments historiques en 1941.

## Mobilier
Plusieurs éléments du mobilier de l'église sont décrits dans la base Palissy :
- Tabernacle à ailes de la seconde moitié du XVIIe siècle[4].
- Fonts baptismaux[5].
- Tableau : Portrait du Père Denis, curé d'Azerables, né en 1761, probablement peint par Eugène Joseph Perdoux (1810-1874)[6].

## Galerie d'images

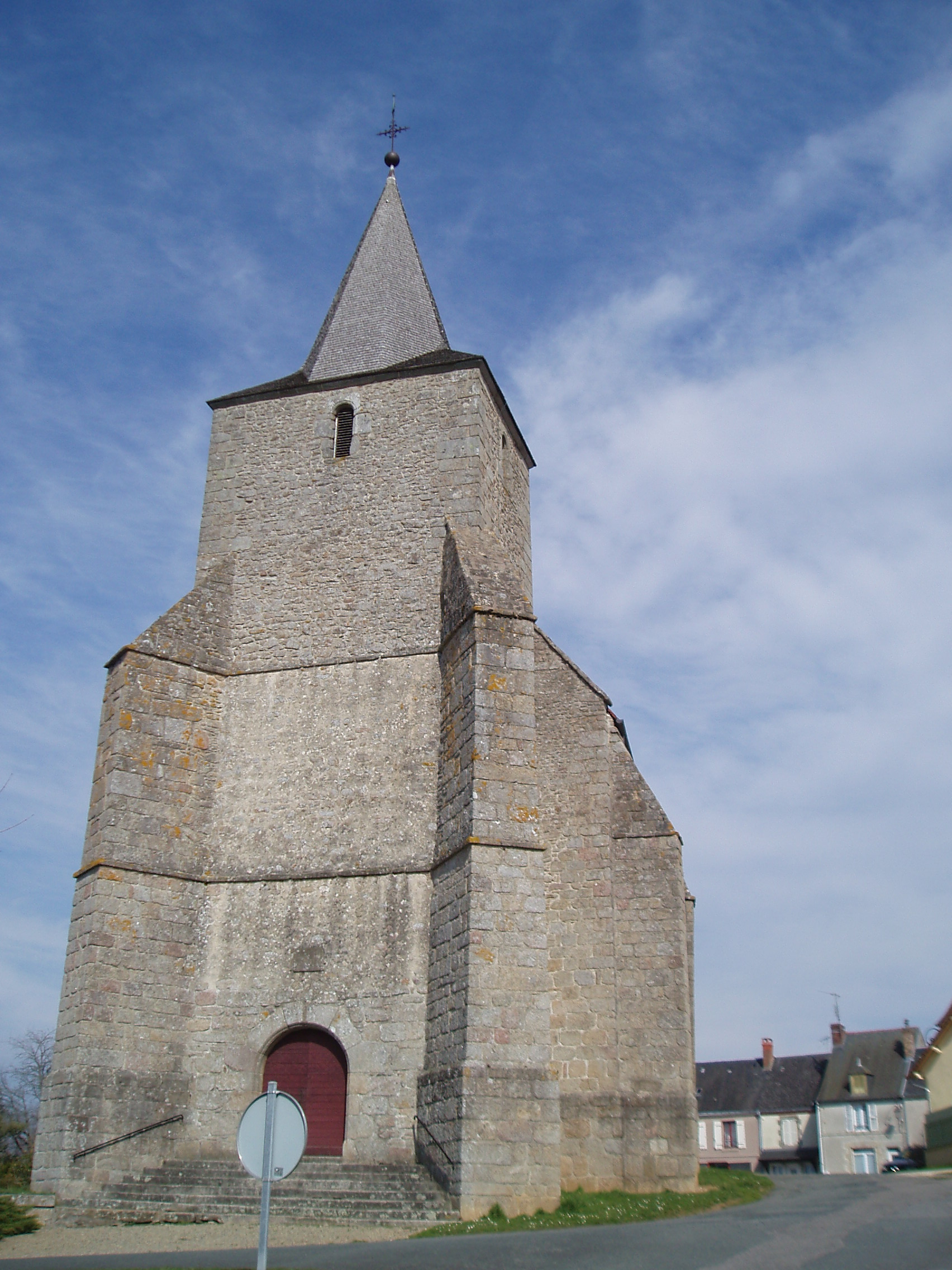
La façade.
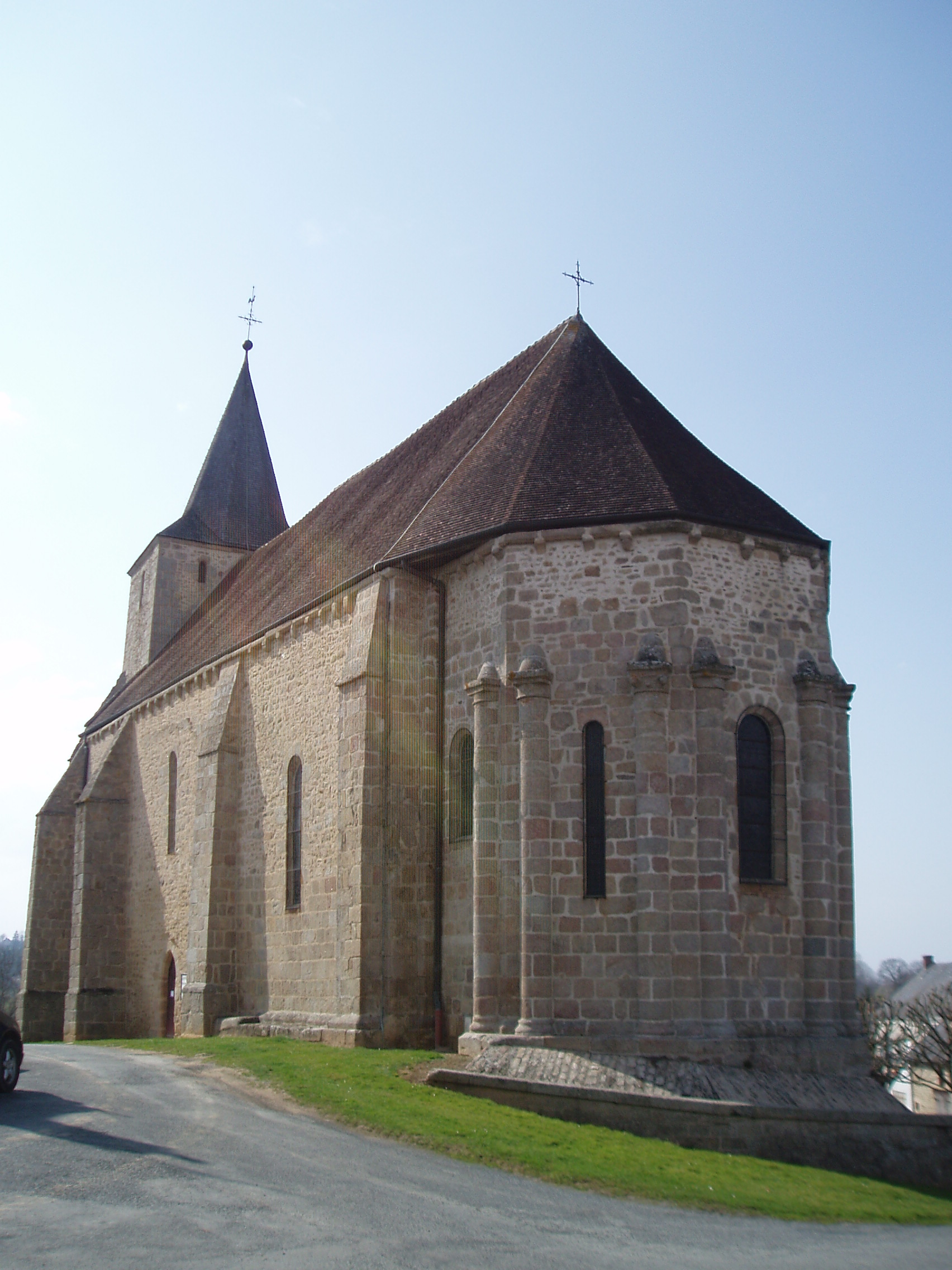
Le chevet.